# Parafasia
La parafasia es un tipo de afasia caracterizada por la producción no intencional de sílabas, palabras o frases durante el habla. Se trata de la sustitución de palabras no evocadas por otras.

## Clasificación
Existen distintos tipos de parafasias:
- Fonémica: reemplaza un fonema por otro o una palabra por otra que se parece en los fonemas que la componen. Ejemplo: "látiz" por "lápiz".
- Semántica: sustituye la palabra por otra palabra que pertenece al mismo campo semántico. Ejemplo: decir "silla" al querer decir "mesa". Suele darse cuando la palabra olvidada y la evocada se parecen en su significado. Ejemplo: "jersey" por "abrigo".
- Verbal: sustituye la palabra por otra palabra real que no pertenece al mismo campo semántico. Ejemplo: decir "auto" al intentar decir "lápiz".
- Circunloquio: Se define la palabra olvidada. Ejemplo: decir "lo que se pone cuando hace frío" en vez de "abrigo".